# 何日君再來 (1991年電影)
《何日君再來》是一部1991年出品，由區丁平執導、梅艷芳與梁家輝主演的劇情片，講述抗日戰爭背景下江湖兒女的愛恨情仇。本片入圍第28屆金馬獎及第11屆香港電影金像獎共十項提名，最終梅艷芳主唱的電影歌曲〈何日〉榮獲金馬獎最佳電影插曲。

## 故事大綱
1935年，梁森(梁家輝飾)告別心傷愛人吳梅伊(梅艷芳飾)，來到大後方參加地下黨，梅伊則按照吳先生(曾江飾)的安排成為夜總會歌女。
6年後，世界局勢隨太平洋戰爭爆發而動蕩不安。梁森和革命黨員重返上海公共租界，當晚便目睹五個日本和尚慘遭殺害的景象，而幕後指使的竟是日本人白川(國村隼飾)。梁尾隨至夜總會襲殺白川，但自身也多處負傷。養傷之際，梁森重遇愛人梅伊，舊情不斷難以割捨。
同時白川之死亦激化租界內矛盾，76局特務頭子鐵澤民(徐少強飾)決定對地下黨進行無情清洗。
梅伊發現懷孕但梁森不知去向，無奈下嫁於日官野口，並隨他返回日本。抗戰結束後，梁森欲到日本尋找梅伊。

## 主要角色
| 演員       | 角色   | 介紹 |
| 梅艷芳     | 吳梅伊 | 夜總會歌女，梁森舊情人。與梁森重遇希望在一起，無奈梁森放不下革命責任，有孕的梅伊只好嫁給一直鍾情於自己的野口，並跟隨其回到日本。       |
| 梁家輝     | 梁森   | 革命黨人，回到上海重逢舊愛梅伊，為保梅伊安全不得已放棄她，讓她遠赴日本嫁給野口。革命成功後遵守承諾去日本準備接回梅伊，可惜已物是人非。 |
| 曾江       | 吳先生 | 梅伊父親，夜總會老闆，被鐵澤民陷害入獄，後死於獄中。                                                                                   |
| 徐少強     | 鐵澤民 | 76局特務頭子，對地下黨進行無情捕殺，害死梅伊父親霸佔吳先生的女人。二次大戰結束後被殺。                                                 |
| 國村隼     | 白川   | 在華日本人，指使殺害日本和尚後被黨命黨人擒殺。                                                                                         |
| 赤井英和   | 野口   | 日本文官，溫文敦厚，對梅伊情至義盡。為照顧懷孕的梅伊，與其結婚返回日本。                                                               |
| 吳家麗     | 吳太太 | |
| 青山知可子 | 松田   | |
| 鄧萃雯     |        | |
| 段偉倫     |        | |

## 電影歌曲
| 曲別     | 歌名         | 演唱者 | 作詞 | 作曲   |
| 主題曲   | 何日         | 梅艷芳 | 黃霑 | 倫永亮 |
| 電影原聲 | 來醉吧       | 梅艷芳 |      |        |
| 電影原聲 | 何日晚風裡   | 梅艷芳 |      |        |
| 電影原聲 | 我有快樂出租 | 梅艷芳 |      |        |
| 電影原聲 | 男人的心     | 梅艷芳 |      |        |

## 獎項
| 年份 | 頒獎典禮             | 獎項                        | 名字                                          | 結果 |
| ---- | -------------------- | --------------------------- | --------------------------------------------- | ---- |
| 1991 | 第4屆東京國際電影節  | 主競賽單元 - 東京電影節大獎 | 區丁平                                        | 提名 |
| 1991 | 第28屆金馬獎         | 最佳女主角                  | 梅艷芳                                        | 提名 |
| 1991 | 第28屆金馬獎         | 最佳美術設計                | 馬磐超                                        | 提名 |
| 1991 | 第28屆金馬獎         | 最佳電影音樂                | 倫永亮、陳明道                                | 提名 |
| 1991 | 第28屆金馬獎         | 最佳電影插曲                | 倫永亮                                        | 獲獎 |
| 1992 | 第11屆香港電影金像獎 | 最佳女主角                  | 梅艷芳                                        | 提名 |
| 1992 | 第11屆香港電影金像獎 | 最佳女配角                  | 吳家麗                                        | 提名 |
| 1992 | 第11屆香港電影金像獎 | 最佳攝影                    | 黃仲標、鐘志文、鮑德熹、敖志君                | 提名 |
| 1992 | 第11屆香港電影金像獎 | 最佳美術指導                | 馬磐超                                        | 提名 |
| 1992 | 第11屆香港電影金像獎 | 最佳電影配樂                | 倫永亮、陳明道                                | 提名 |
| 1992 | 第11屆香港電影金像獎 | 最佳電影歌曲                | 〈何日〉 主唱：梅艷芳 作曲：倫永亮 填詞：黃霑 | 提名 |

## 外部連結
- 香港影庫上《何日君再來》的資料（繁體中文）
- 開眼電影網上《何日君再來》的資料（繁體中文）
- 豆瓣电影上《何日君再來》的資料 （简体中文）
- 时光网上《何日君再來》的資料（简体中文）
- AllMovie上《何日君再來》的资料（英文）
- 爛番茄上《何日君再來》的資料（英文）
- 互联网电影数据库（IMDb）上《何日君再來》的资料（英文）